# Wilma Haan

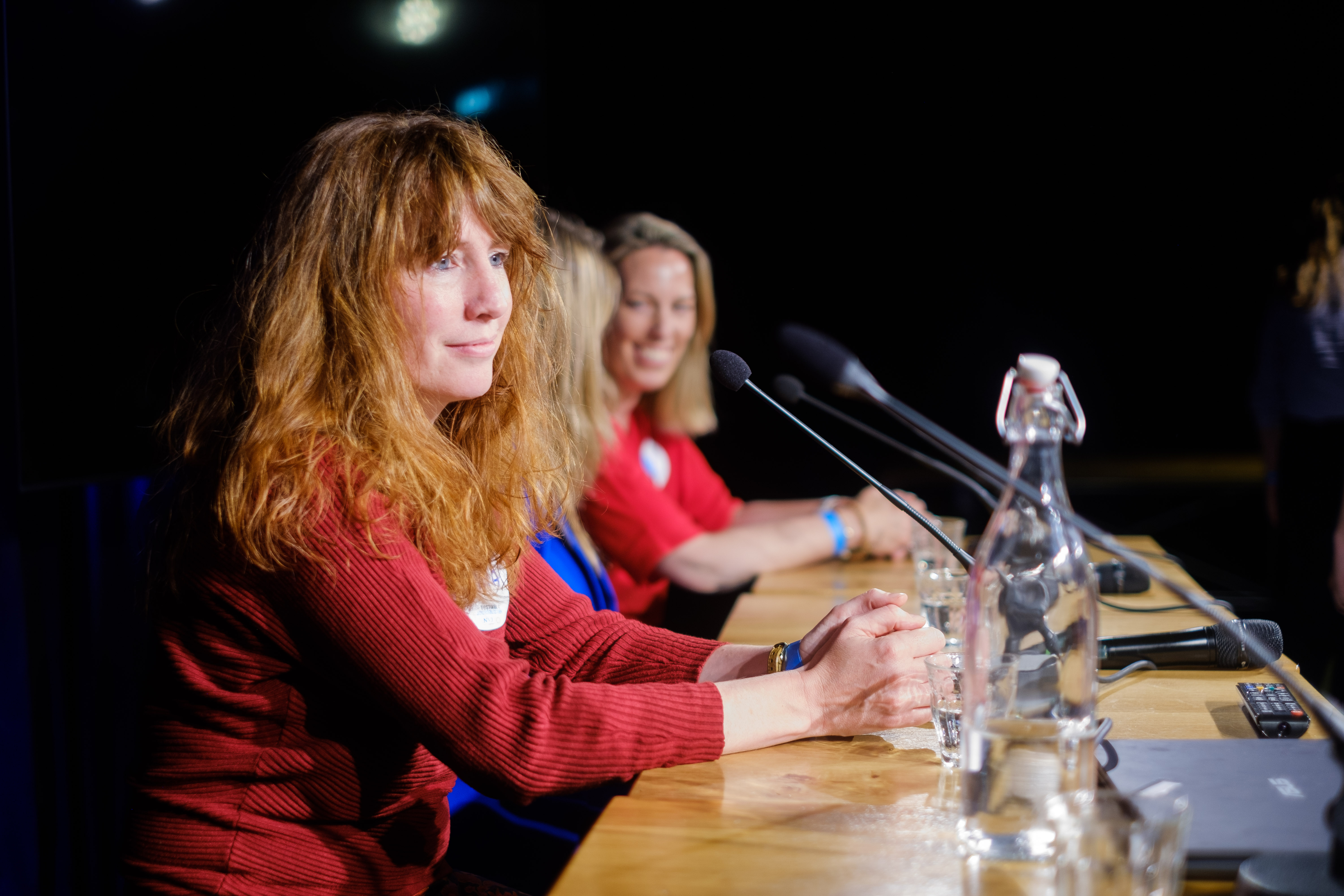
Wilma Haan bij het Festival van de Journalistiek in 2022

Wilma Haan (Amsterdam, 1982) is een Nederlandse journalist. Sinds 1 september 2020 is ze adjunct-hoofdredacteur van NOS Nieuws.
Ze werd geboren in Amsterdam, maar bracht een deel van haar jeugd door in Hoogeveen. Ze deed een agrarische mbo-opleiding, studeerde journalistiek aan de Hogeschool Windesheim in Zwolle en volgde enkele vakken wijsbegeerte aan de Universiteit van Amsterdam. Tijdens haar studie werkte ze als freelancejournalist voor geschreven media, waaronder de Hoogeveensche Courant, Folia en NU.nl, en liep ze stage op de redactie van het televisieprogramma Man bijt hond.
Tussen 2007 en 2015 werkte Haan als redacteur, verslaggever en adjunct-hoofdredacteur bij nieuwssite NU.nl. Daarna werd ze chef nieuws bij Het Parool, en werkte ze mee aan digitaliseringsprojecten van uitgever DPG Media. Van maart 2019 tot september 2020 was ze directeur van Open State Foundation, een ngo die ijvert voor een transparante overheid. 
Haan is met enige regelmaat te horen in het Mediaforum op NPO Radio 1, waarin ze regelmatig het belang van nieuwsjournalistiek, persvrijheid en journalistieke transparantie benadrukt.

## Nevenfuncties
- Voorzitter sectie Internet Nederlandse Vereniging van Journalisten (NVJ) 2012 - 2014
- Bestuurslid & vice-voorzitter Nederlandse Vereniging van Journalisten 2014-2020
- Lid Raad van Toezicht van Stichting NLPO 2019-2020
- Jurylid De Tegel 2015-2020
- Bestuurslid Persvrijheidsfonds 2020 - 2025
- Jurylid Lokale Media Awards 2021 -
- Jurylid De Zilveren Camera 2023 -
- Bestuurslid De Tegel 2025 -